# Bernard Thévenet
Bernard Thévenet (Saint-Julien-de-Civry, 10 gennaio 1948) è un ex ciclista su strada, pistard e ciclocrossista francese.
Professionista dal 1970 al 1981, ha vinto per due volte il Tour de France, nel 1975 (battendo Eddy Merckx) e nel 1977.

## Carriera
Thévenet nacque in una famiglia contadina della Borgogna e divenne campione francese juniores di ciclismo. Partecipò per la prima volta al Tour de France nel 1970, vincendo una tappa di montagna tra le più dure con arrivo alla stazione sciistica di La Mongie. Durante il Tour del 1972 cadde malamente in una discesa ed ebbe una momentanea amnesia. Mentre ricominciava ad acquistare la memoria guardò la sua maglietta della squadra Peugeot e si chiese se fosse per caso un ciclista. Riconoscendo l'ammiraglia della squadra esclamò: "Sto correndo al Tour de France!" Si rifiutò di abbandonare la gara e quattro giorni dopo vinse la tappa con arrivo sul Mont Ventoux e, successivamente, la tappa di montagna con arrivo a Ballon d'Alsace. Nel Tour del 1973 finì al secondo posto in classifica generale, dietro allo spagnolo Luis Ocaña, ma saltò il Tour 1974 a causa di una malattia.
Al Tour de France 1975 attaccò Eddy Merckx prima sulla salita verso Puy-de-Dôme, poi su quella di Pra Loup e infine anche sul Colle dell'Izoard, nella frazione con arrivo a Serre Chevalier. Merckx, che soffriva di dolori cronici derivanti da un colpo all'addome portatogli da un tifoso, contrattaccò disperatamente, ma perse la testa della classifica e non la riottenne più. Thévenet andò a vincere il Tour, che quell'anno si concludeva per la prima volta sugli Champs-Élysées. Merckx finì secondo a 2 minuti e 47 secondi da Thévenet, per la prima volta battuto dopo cinque successi in cinque partecipazioni.
Nel 1977 Thévenet vinse il suo secondo e ultimo Tour e il suo secondo Critérium du Dauphiné Libéré, dopo il successo del 1976, dopodiché non riuscì più a ripetersi ad alti livelli. In quello stesso 1977 era risultato positivo a un test antidoping dopo la Parigi-Nizza, e squalificato per due mesi. Si ritirò dal ciclismo nel 1981, ammettendo pubblicamente di aver fatto uso di steroidi e invocando la fine dell'uso di sostanze per il miglioramento delle prestazioni nello sport. Una volta gli venne chiesto se fosse duro essere un ciclista professionista, la sua replica fu che era più duro essere un contadino francese.

## Palmarès

### Strada
- 1966 (dilettanti)

Classifica generale Tour du Roussillon
- 1968 (dilettanti)

Grand Prix de France
- 1969 (dilettanti)

Grand Prix de Saint-Symphorien-sur-Coise
10ª tappa Tour de l'Avenir (Angers > Châteauroux)
- 1970 (Peugeot, due vittorie)

18ª tappa Tour de France (Saint-Gaudens > La Mongie/Tourmalet)
Course de côte du Mont-Faron
- 1971 (Peugeot, due vittorie)

10ª tappa Tour de France (Saint-Étienne > Grenoble)
2ª tappa Étoile des Espoirs (Clermont-Ferrand > Puy de Dôme)
- 1972 (Peugeot, sette vittorie)

3ª tappa Grand Prix du Midi Libre (Nîmes > Millau)
1ª tappa Tour d'Indre-et-Loire (Château-Renault > Tours)
Classifica generale Tour d'Indre-et-Loire
3ª tappa, 2ª semitappa Tour de Romandie (Neuchâtel > Neuchâtel)
Classifica generale Tour de Romandie
11ª tappa Tour de France (Carnon Plage > Mont Ventoux)
17ª tappa Tour de France (Pontarlier > Ballon d'Alsace)
- 1973 (Peugeot, sette vittorie)

4ª tappa Grand Prix du Midi Libre (Mende > Nimes)
1ª tappa Tour de l'Aude (Carcassonne > Quillan)
11ª tappa Vuelta a España (Ampuriabrava > Manresa)
3ª tappa Critérium du Dauphiné Libéré (Grenoble > Briançon)
Campionato francese, prova in linea
7ª tappa Tour de France (Gaillard > Méribel/Les Allues)
20ª tappa Tour de France (Versailles > Parigi/Piste de Vincennes)
- 1974 (Peugeot, cinque vittorie)

Classifica generale Critérium National de la Route
2ª tappa Parigi-Nizza (Sully-sur-Loire > Château-Chinon)
4ª tappa Volta Ciclista a Catalunya (Montcada i Reixac > Playa de Aro)
7ª tappa Volta Ciclista a Catalunya (Cardona > Manresa, cronometro)
Classifica generale Volta Ciclista a Catalunya
- 1975 (Peugeot, sette vittorie)

5ª tappa Critérium du Dauphiné Libéré (Romans-sur-Isère > Grenoble)
Classifica generale Critérium du Dauphiné Libéré
4ª tappa Tour de Corse (L'Île-Rousse > Calvi)
15ª tappa Tour de France (Nizza > Pra Loup)
16ª tappa Tour de France (Barcelonnette > Serre Chevalier)
Classifica generale Tour de France
2ª tappa À travers Lausanne (Losanna > Losanna)
- 1976 (Peugeot, cinque vittorie)

5ª tappa, 1ª semitappa Quatre Jours de Dunkerque (Dunkerque > Poperinge)
4ª tappa Critérium du Dauphiné Libéré (Chambéry > Chambéry)
5ª tappa Critérium du Dauphiné Libéré (Chambéry > Romans-sur-Isère)
Classifica generale Critérium du Dauphiné Libéré
2ª tappa Tour du Limousin (Guéret > Saint-Junien)
- 1977 (Peugeot, otto vittorie)

Tour du Haut-Var
3ª tappa Tour de Corse (Ajaccio > Ajaccio)
7ª tappa, 2ª semitappa Critérium du Dauphiné Libéré (Thonon-les-Bains, cronometro)
20ª tappa Tour de France (Digione > Digione)
Classifica generale Tour de France
1ª prova Escalada a Montjuich (Montjuich > Montjuich)
2ª prova Escalada a Montjuich (Montjuich > Montjuich)
Classifica generale Escalada a Montjuich
- 1980 (Teka, una vittoria)

La Poly Normande
- 1981 (Puch, tre vittorie)

4ª tappa 1ª semitappa Circuit de la Sarthe (La Flèche > Le Lude)
Châteauroux Classic de l'Indre
1ª tappa Tour du Vaucluse (Avignon > Orange)

#### Altri successi
- 1971 (Peugeot)

Bour-en-Bresse (Criterium)
La Châtaigneraie-Maurs (Criterium)
Classifica generale Promotion Pernod
- 1972 (Peugeot)

La Souterraine (Criterium)
Bussières (Criterium)
Plaintel (Criterium)
Grand Prix Sive-Montceau-les-Mines (Criterium)
Le Creusot (Criterium)
1ª tappa Monte Campione (Monte Campione > Monte Campione)
2ª tappa Monte Campione (Monte Campione > Monte Campione)
Classifica generale Monte Campione
- 1973 (Peugeot)

Le Creusot (Criterium)
Chateau-Chinon (Criterium)
Saussignac (Criterium)
Grand Prix Sive-Montceau-les-Mines (Criterium)
Classifica generale Prestige Pernod
- 1974 (Peugeot)

Auzances (Criterium)
La Clayette (Criterium)
Gap (Criterium)
Dunières (Criterium)
Saint Quentin (Criterium)
Bussières (Criterium)
- 1975 (Peugeot)

Challenge Sedis
Antibes
La Rochelle
Montceau-les-Mines (Criterium)
Rodez (Criterium)
Brette-les-Pins (Criterium)
Aulnay-sous-Bois (Criterium)
Ronde de Seignelay (Criterium)
Vendome (Criterium)
Beaulac-Bernos (Criterium)
Mensignac (Criterium)
Paray-le-Monial (Criterium)
Saint-Martin en Ré (Criterium)
Saint-Brieuc (Criterium)
Jeumont (Criterium)
Classifica generale Prestige Pernod
- 1976 (Peugeot)

Ploërdut (Criterium)
Sérénac (Criterium)
Pogny (Criterium)
Lannion (Criterium)
Montée Laurent Jalabert-Mende
- 1977 (Peugeot)

Circuit du Cher-Bourges (Criterium)
Concarneau (Criterium)
Vitré (Criterium)
Saclas-Mereville (Criterium)
Circuit des genets verts-Pestivien (Criterium)
Ronde de Seignelay (Criterium)
- 1978 (Peugeot)

Chauffailles (Criterium)
Nogaro (Criterium)
- 1980 (Teka)

Villefranche-en-Rouerge (Criterium)
Concarneau (Criterium)
- 1981 (Puch)

Castillon la Bataille (Criterium)
Les Herbieres (Criterium)

### Pista
- 1976

Sei giorni di Grenoble (con Günther Haritz)
- 1980

Sei giorni di Grenoble (con Danny Clark)

## Piazzamenti

### Grandi Giri
- Giro d'Italia

1979: 31º
- Tour de France

1970: 35º
1971: 4º
1972: 9º
1973: 2º
1974: ritirato (11ª tappa)
1975: vincitore
1976: ritirato (19ª tappa)
1977: vincitore
1978: ritirato (11ª tappa)
1980: 17º
1981: 37º
- Vuelta a España

1971: 44º
1973: 3º
1974: ritirato (14ª tappa)
1980: 14º

### Classiche monumento
- Milano-Sanremo

1976: 30º
1977: 81º
- Liegi-Bastogne-Liegi

1972: 11º
1973: 6º
1974: 20º
1975: 2º
1976: 13º
1977: 20º
- Giro di Lombardia

1973: ritirato
1974: 6º
1975: ritirato
1976: 2º

### Competizioni mondiali
- Campionati del mondo su strada

Mendrisio 1971 - In linea: 13º
Gap 1972 - In linea: 39º
Barcellona 1973 - In linea: ritirato
Montréal 1974 - In linea: 5º
Yvoir 1975 - In linea: 6º
Ostuni 1976 - In linea: 28º
San Cristóbal 1977 - In linea: ritirato
Sallanches 1980 - In linea: ritirato

### Competizioni europee
- Campionati europei

Belgio 1977 - Omnium endurance: 8°

## Riconoscimenti
- Campione dei Campioni francesi per il quotidiano L'Équipe nel 1975
- Medaglia d'oro dell'Accademia dello Sport nel 1976
- Inserito tra le Gloires du sport